# Marguerite Moreau

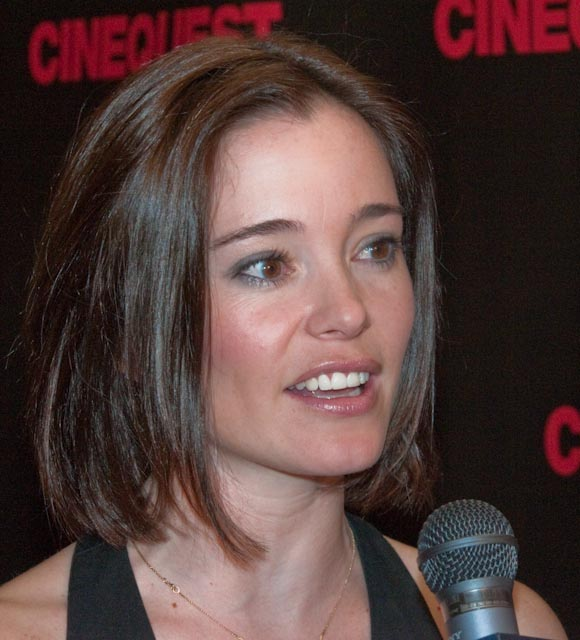
Marguerite Moreau (2009)

Marguerite C. Moreau (* 25. April 1977 in Riverside, Kalifornien) ist eine US-amerikanische Schauspielerin.

## Leben und Karriere
Ihre erste Rolle spielte Marguerite Moreau in Mighty Ducks – Das Superteam (1992). Neben zahlreichen Auftritten in Fernsehserien spielte sie kleinere Rollen in Filmen wie Free Willy 2 – Freiheit in Gefahr (1995), Wag the Dog – Wenn der Schwanz mit dem Hund wedelt (1997), Im Netz der Dunkelheit (1998) und Mein großer Freund Joe (1998).
Ihren Abschluss am Vassar College machte Moreau 1999. Sie erhielt anschließend die Hauptrolle in der Doku-Parodie Off the Lip und in dem einstündigen Pilotfilm Wall to Wall Records. In der modernen Shakespeare-Fassung Rave Macbeth (2001) spielte sie die Helena.
2001 war Moreau auf dem Sundance Film Festival neben David Hyde Pierce in Wet Hot American Summer zu sehen und spielte in dem Horrorfilm Königin der Verdammten (2001) mit. Neben Dennis Hopper übernahm sie die Titelrolle in Firestarter: Rekindled, der Fernsehfilm-Fortsetzung von Der Feuerteufel, die Stephen Kings Roman weitererzählt.

## Persönliches
Moreau ist seit 2010 mit dem Schauspielkollegen Christopher Redman (* 1980) verheiratet. 2015 wurden sie Eltern eines Sohnes.

## Filmografie (Auswahl)
- 1991: The Wonder Years (Fernsehserie, Folge 4x10)
- 1992: Brooklyn Bridge (Fernsehserie, 2 Folgen)
- 1992: Mighty Ducks – Das Superteam (The Mighty Ducks)
- 1993: Almost Home (Fernsehserie, Folge 1x08)
- 1994: Mighty Ducks II – Das Superteam kehrt zurück (D2: The Mighty Ducks)
- 1994: Das Leben und Ich (Boy Meets World, Fernsehserie, 2 Folgen)
- 1994–1995: Blossom (Fernsehserie, 3 Folgen)
- 1995: Amazing Grace (Fernsehserie, 3 Folgen)
- 1995: Free Willy 2 – Freiheit in Gefahr (Free Willy 2: The Adventure Home)
- 1996: Mighty Ducks III – Jetzt mischen sie die Highschool auf (D3: The Mighty Ducks)
- 1998: Im Netz der Dunkelheit (My Husband's Secret Life, Fernsehfilm)
- 2000: Off the Lip
- 2000: Wall to Wall Records (Fernsehfilm)
- 2001: Rave Macbeth
- 2001: Wet Hot American Summer
- 2002: The Locket
- 2002: Königin der Verdammten (Queen of the Damned)
- 2002: Feuerteufel – die Rückkehr (Firestarter 2: Rekindled)
- 2003: Easy
- 2003: O.C., California (The O.C., Fernsehserie, 4 Folgen)
- 2003: Das Urteil – Jeder ist käuflich (Runaway Jury)
- 2004: Helter Skelter (Helter Skelter)
- 2004–2005: Life as We Know It (Fernsehserie, 10 Folgen)
- 2005: Killer Instinct (Fernsehserie, Folge 1x01)
- 2005: Lost (Fernsehserie, Folge 2x04)
- 2006: Ghost Whisperer – Stimmen aus dem Jenseits (Ghost Whisperer, Fernsehserie, Folge 2x12)
- 2008: Life (Fernsehserie, Folge 2x03)
- 2009: Beverly Hills Chihuahua
- 2009: Private Practice (Fernsehserie, Folge 3x08)
- 2009: Monk (Fernsehserie, Folge 8x11)
- 2010: Wake
- 2010: Douchebag
- 2010: Brothers & Sisters (Fernsehserie, 2 Folgen)
- 2010: Parenthood (Fernsehserie, 4 Folgen)
- 2011: L!fe Happens – Das Leben eben! (L!fe Happens)
- 2011–2012: Shameless (Fernsehserie, 6 Folgen)
- 2012: In Plain Sight – In der Schusslinie (In Plain Sight, Fernsehserie, Folge 4x07)
- 2012: Spielkameraden (Playdate, Fernsehfilm)
- 2013: Caroline and Jackie
- 2013: Stress Position
- 2013: D-TEC: Pilot
- 2013–2014: Grey’s Anatomy (Fernsehserie, 7 Folgen)
- 2015: Wet Hot American Summer: First Day of Camp (Miniserie, 8 Folgen)
- 2015: Polaroid (Kurzfilm)
- 2016: Moments of Clarity
- 2016: Inconceivable
- 2016: Viele Grüße vom Weihnachtsmann (Love Always, Santa)
- 2017: Ben Is Dead (Kurzfilm)
- 2017: The Tank
- 2017: Wet Hot American Summer: 10 Jahre später (Wet Hot American Summer: Ten Years Later, Miniserie, 8 Folgen)
- 2017: Newly Single
- 2017: Ex-Wife Killer (Eyewitness)
- 2018: Overexposed (Fernsehfilm)
- 2018: You Can’t Say No
- 2018: A Night to Regret (Fernsehfilm)
- 2018: American Woman (Fernsehserie, Folge 1x03)
- 2018: Tell Me a Story (Fernsehserie, Folge 1x08)
- 2019: Into the Ashes
- 2019: The Unsettling (Fernsehserie, 8 Folgen)
- 2019: The Birch (Fernsehserie, 6 Folgen)
- 2020: Monuments
- 2021: Mighty Ducks: Game Changer (The Mighty Ducks: Game Changers, Fernsehserie, Folge 1x06)
- 2022: Without Ward
- 2022: Low Life
- 2024: Feeling Randy
- 2025: High Potential (Fernsehserie, Folge 1x11)
- 2025: The Pitt (Fernsehserie, 4 Folgen)